# Jörn Ratering
Jörn Ratering (* 6. Dezember 1984 in Münster, Westfalen, Künstlername Jörn Bleibtreu) ist ein deutscher Fernsehredakteur und Buchautor. Er wurde dadurch bekannt, dass er während seiner Studienzeit Filmauftritte in Tansania hatte.

## Leben
Jörn Ratering wuchs in Schwerte an der Ruhr auf. Dort ging er zur Schule. 2004 zog er nach Mainz, wo er an der Johannes Gutenberg-Universität Mainz Ethnologie, Philosophie und Pädagogik studierte. 2009 und 2010 ging er auf Feldforschung in Daressalam, Tansania, um Erklärungen für den großen Erfolg von Telenovelas im tansanischen Fernsehen zu finden. Seine vor Ort anwesende Dozentin vermittelte ihn zum Film, als ein weißer Schauspieler für die Rolle eines US-amerikanischen Anwalts gesucht wurde. Da sein Nachname in Tansania nur schwer auszusprechen war, nannte er sich Jörn Bleibtreu, benannt nach dem Schauspieler Moritz Bleibtreu. Insgesamt wirkte er bei zwei Filmen in Tansania mit. 2013 erschien dazu sein Buch Mambo supa dupa – Mein Leben als Filmstar in Tansania.
Ratering arbeitete für Medien als Dokumentationsredakteur, u. a. bei einem datenjournalistischen Projekt für die Sendung Team Wallraff, und hat dort ein Verifizierungs-Team für Fake News aufgebaut. Er arbeitete im Datenteam des Hessischen Rundfunks und ist seit 2019 als Verifikations-Redakteur bei ZDF heute angestellt.

## Filme
- 2009: Tears on Valentine Day[5]
- 2009: Mehr als ein Freund[5]

## Publikationen
- Mambo supa dupa. Mein Leben als Filmstar in Tansania. Fischer-Verlag, Frankfurt am Main 2013, ISBN 978-3-596-18915-1
- Don’t Mess with an Angel – the reception of a Mexican telenovela in Tanzania. In: Krings, Matthias / Reuster-Jahn, Uta: Bongo Media Worlds. Producing and Consuming Popular Culture in Dar es Salaam. Mainzer Beiträge zur Afrikaforschung, Band 31. Köppe, Köln 2014
- Team Wallraff: IVENA – ein datenjournalistisches Projekt. In: Info7. 2016, Heft 2. Vorstand des vfm – Verein für Medieninformation und -dokumentation. Lit-Verlag, Münster.